# Cheltenham, Pennsylvania
Cheltenham är en ort i Montgomery County i delstaten Pennsylvania, USA.